# Мірчешть (комуна)
Мірчешть, Мірчешті (рум. Mircești) — комуна у повіті Ясси в Румунії. До складу комуни входять такі села (дані про населення за 2002 рік):
- Мірчешть (1505 осіб)
- Югань (2024 особи)

Комуна розташована на відстані 297 км на північ від Бухареста, 57 км на захід від Ясс.

## Населення
За даними перепису населення 2002 року у комуні проживали 6849 осіб.
Національний склад населення комуни:
| Національність | Кількість осіб | Відсоток |
| -------------- | -------------- | -------- |
| румуни         | 6848           | > 99,9%  |
| італійці       | 1              | < 0,1%   |

Рідною мовою назвали:
| Мова       | Кількість осіб | Відсоток |
| ---------- | -------------- | -------- |
| румунська  | 6848           | > 99,9%  |
| італійська | 1              | < 0,1%   |

Склад населення комуни за віросповіданням:
| Релігія            | Кількість осіб | Відсоток |
| ------------------ | -------------- | -------- |
| римо-католики      | 6087           | 88,9%    |
| православні        | 747            | 10,9%    |
| п'ятдесятники      | 10             | 0,1%     |
| баптисти           | 1              | < 0,1%   |
| не вказали релігію | 2              | < 0,1%   |